# Đakovica
Đakovica, também conhecida como Gjakova (em sérvio:  Ђаковица, transl. Đakovica; em albanês:  Gjakova) é uma cidade situada a oeste da Província Autônoma de Cossovo e Metóquia, sendo de jure parte da República da Sérvia.
É o centro administrativo do Distrito de Peć na estrutura administrativa da Sérvia. É, também, considerado o centro administrativo do distrito homônimo para a República do Kosovo.
Sua população é de 94 158(2011). Possui uma área de 588 km², incluindo o município e 83 aldeias.